# Bawartehubel
Bawartehubel är en kulle i Schweiz. Den ligger i distriktet Bern-Mittelland och kantonen Bern, i den centrala delen av landet, i huvudstaden Bern. Toppen på Bawartehubel är 571 meter över havet.